# 382 pr. n. št.

## Rojstva
- Filip II. Makedonski († 336 pr. n. št.)